# First Capital Connect
First Capital Connect (skrót oficjalny FC, skrót potoczny FCC) – dawny brytyjski przewoźnik kolejowy, należący do grupy transportowej FirstGroup. Firma posiadała koncesję na lata 2006-2014 na obsługę pasażerską grupy tras określanej jako Thameslink/Great Northern. Obejmuje ona linię kolejową Thameslink (z Bedford do Brighton), część połączeń realizowanych na linii East Coast Main Line (m.in. trasy z Londynu do Cambridge, Peterborough oraz King’s Lynn), a także część tras podmiejskich na terenie aglomeracji londyńskiej. Łącznie pociągi firmy zatrzymywały się na ok. 90 stacjach. 

## Tabor
Tabor First Capital Connect składał się z następujących pociągów (stan na 16 marca 2011):
- British Rail Class 03 (1 sztuka)
- British Rail Class 313 (44 zestawy)[3]
- British Rail Class 317 (12 zestawów)[3]
- British Rail Class 319 (86 zestawów)[3]
- British Rail Class 321 (13 zestawów)
- British Rail Class 365 (40 zestawów)[3]
- British Rail Class 377 (23 zestawy)

## Galeria

### Tabor

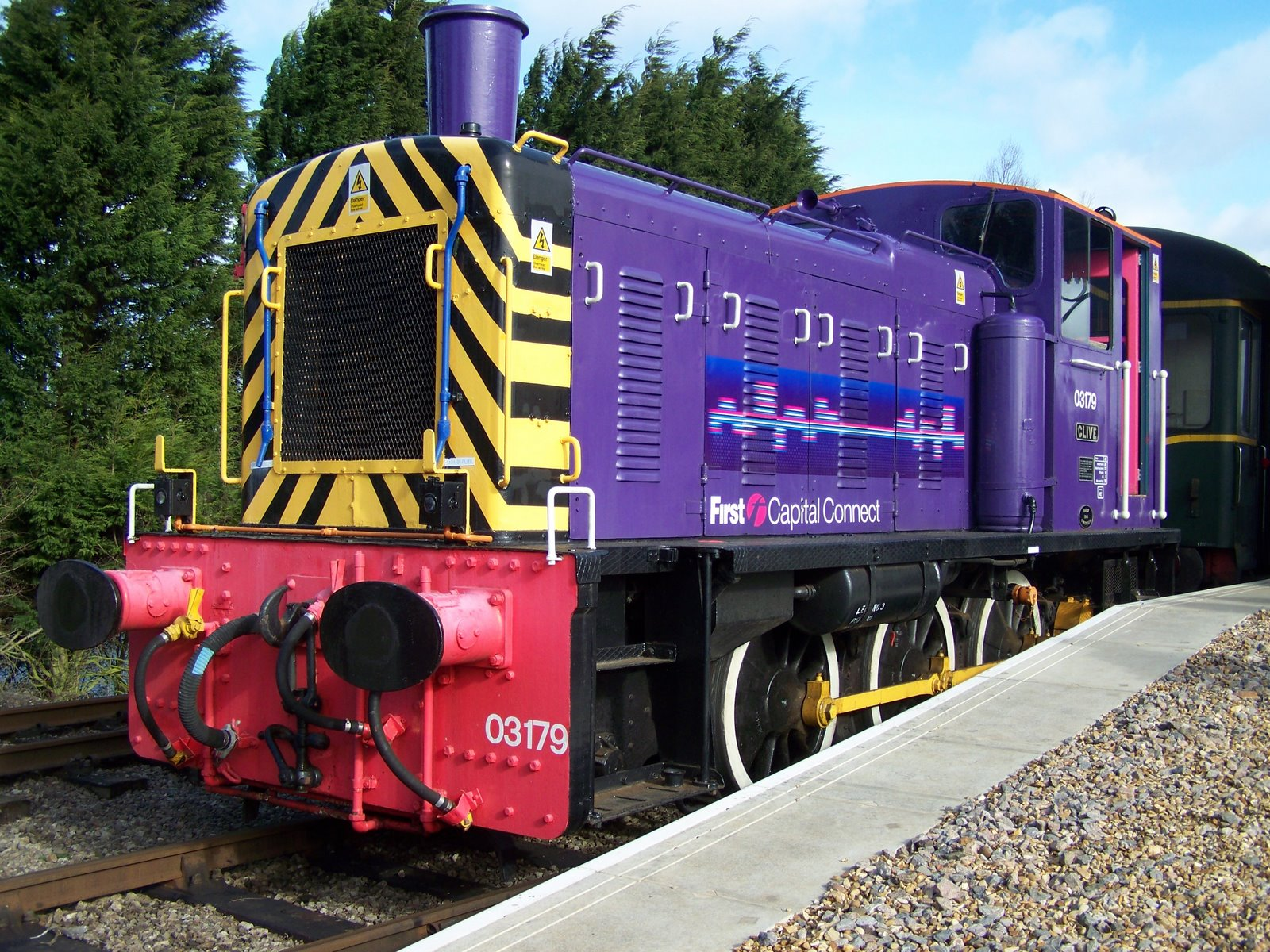
British Rail Class 01
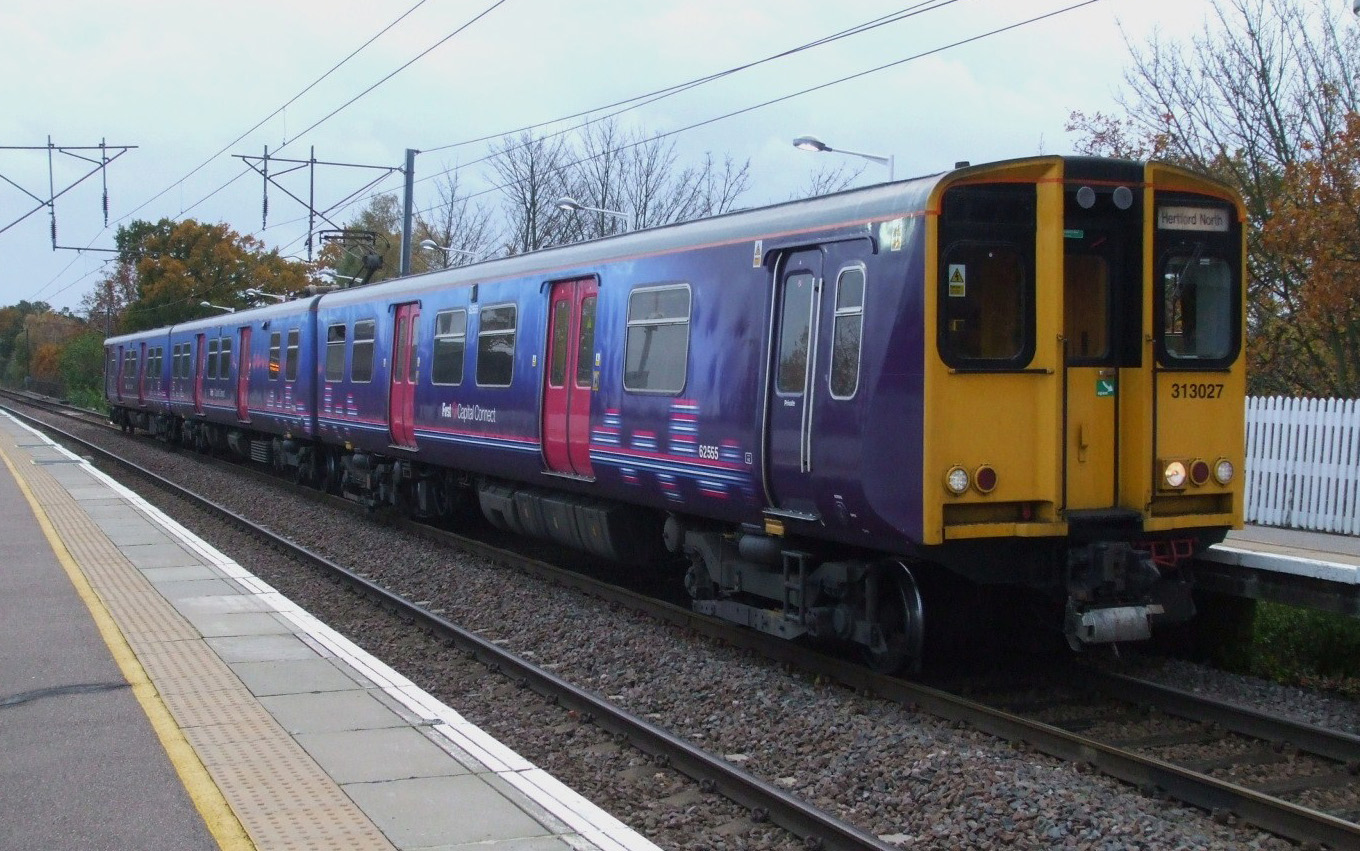
British Rail Class 313
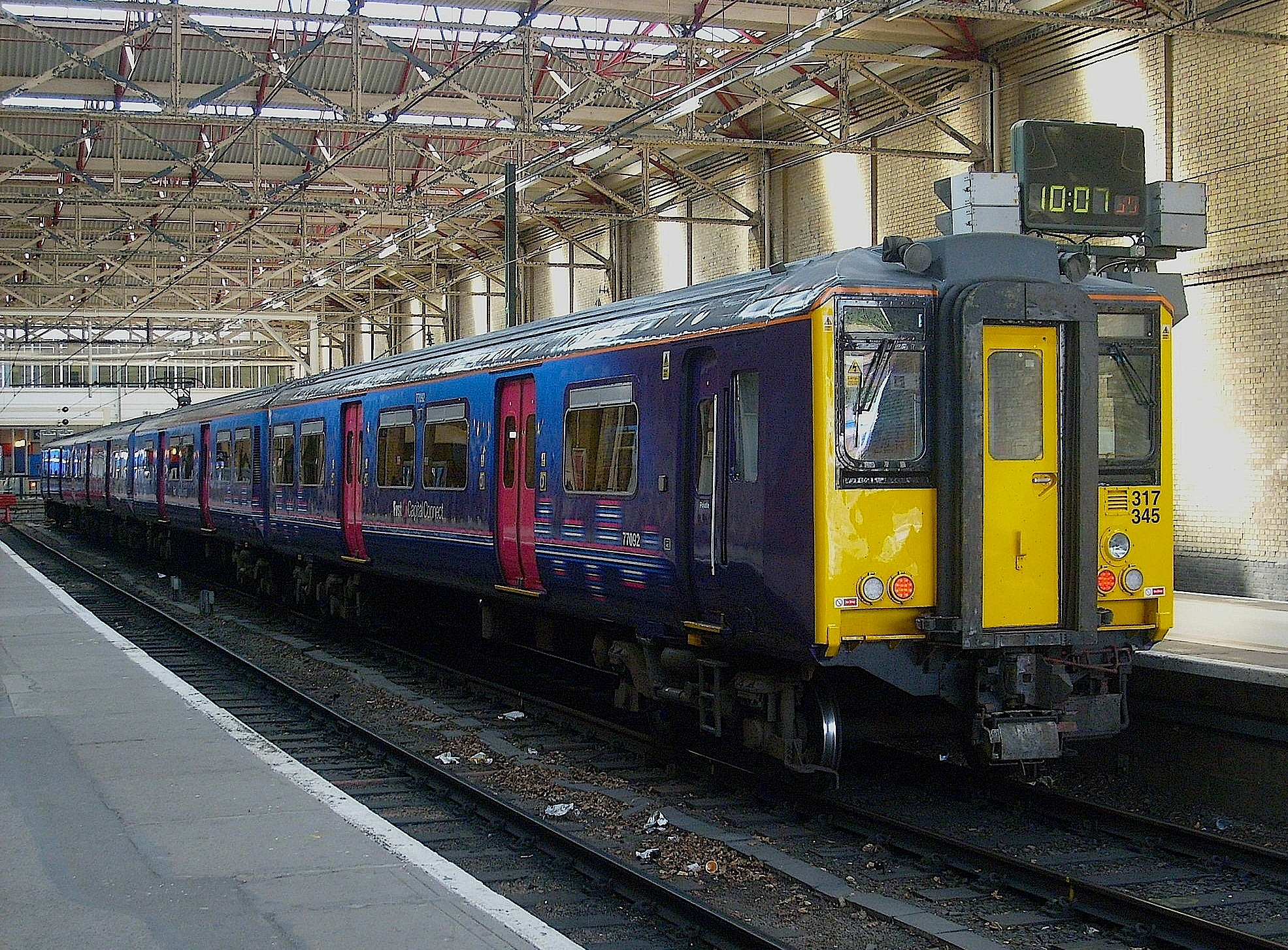
British Rail Class 317
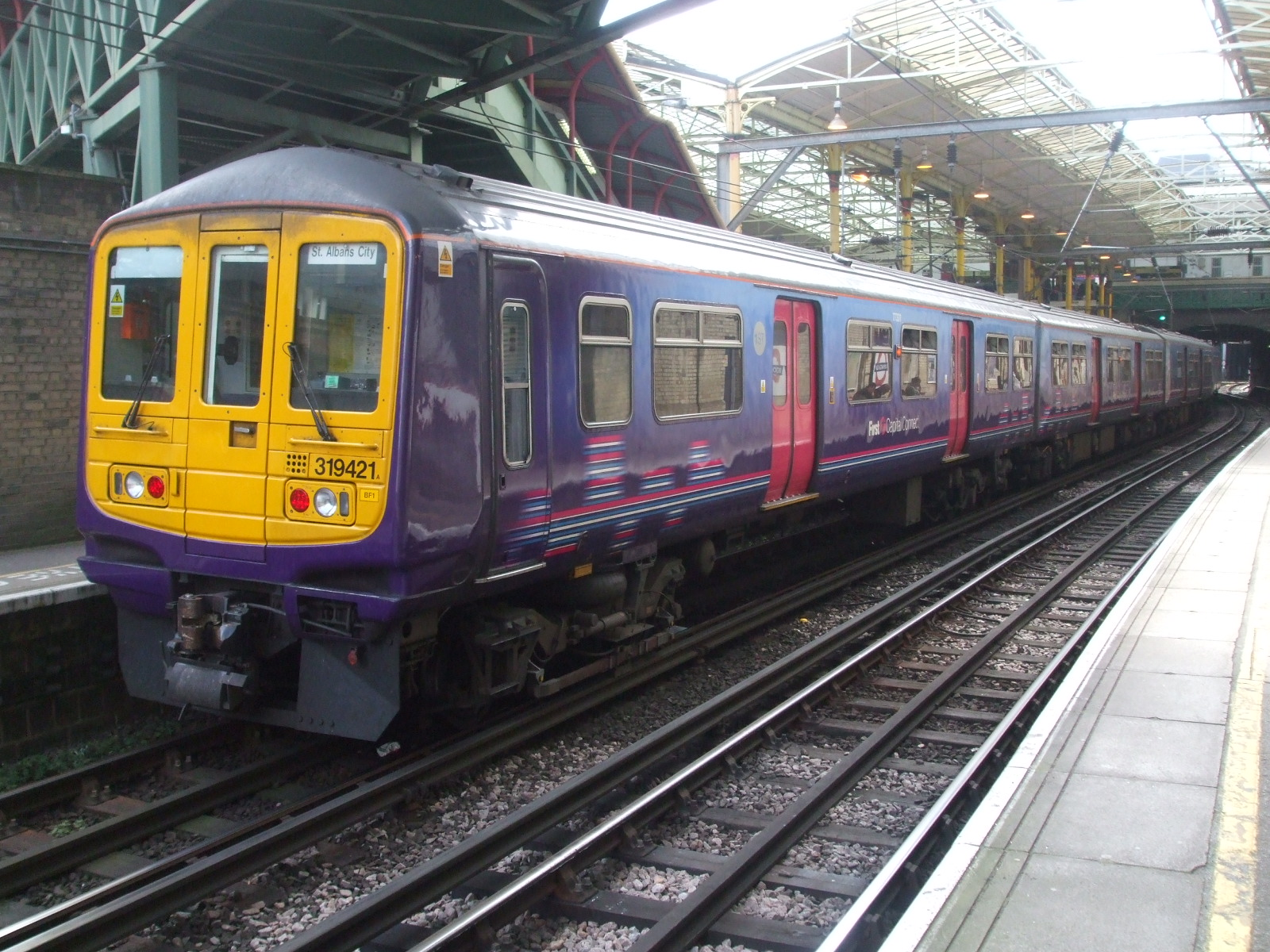
British Rail Class 319
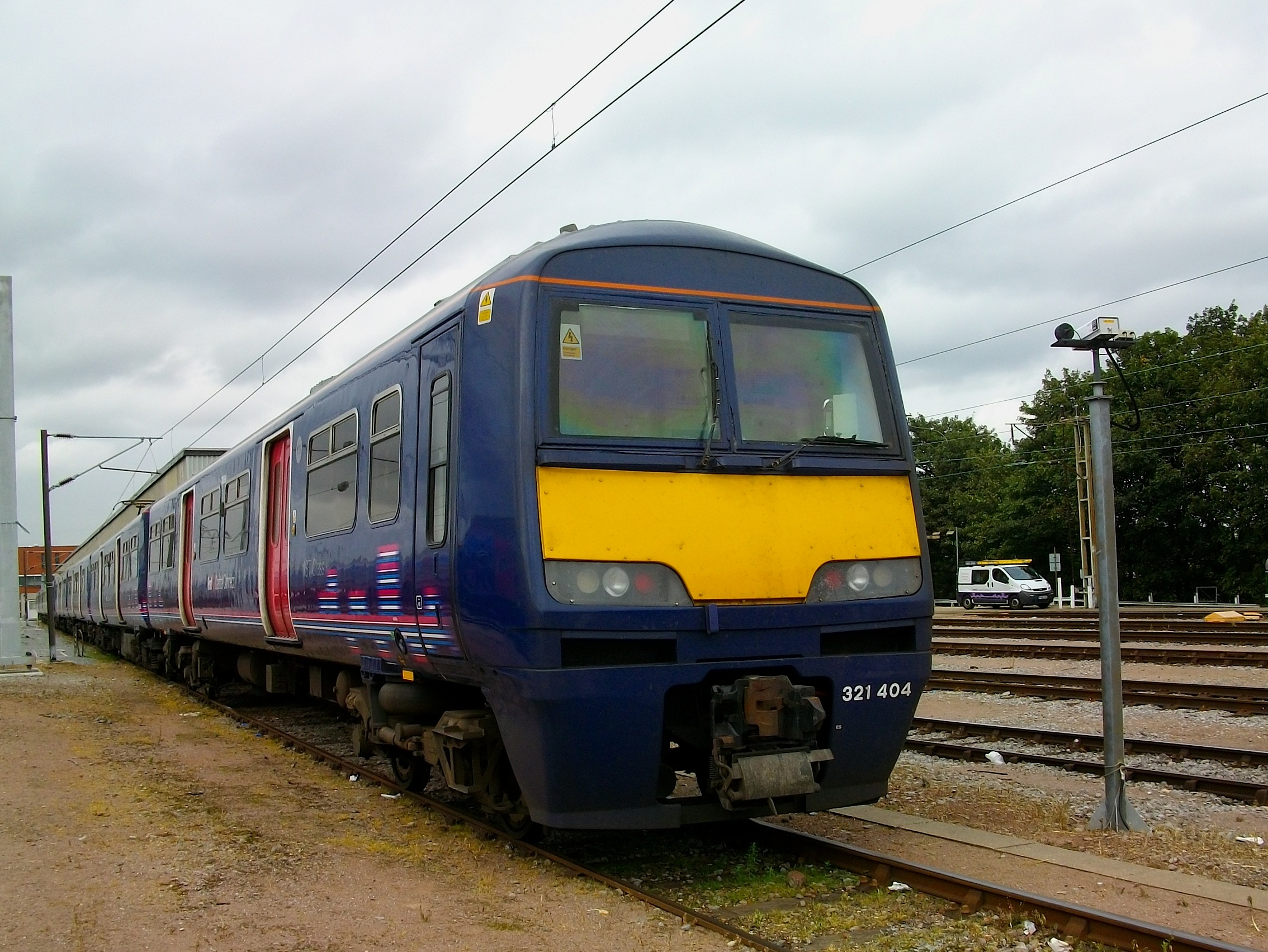
British Rail Class 321
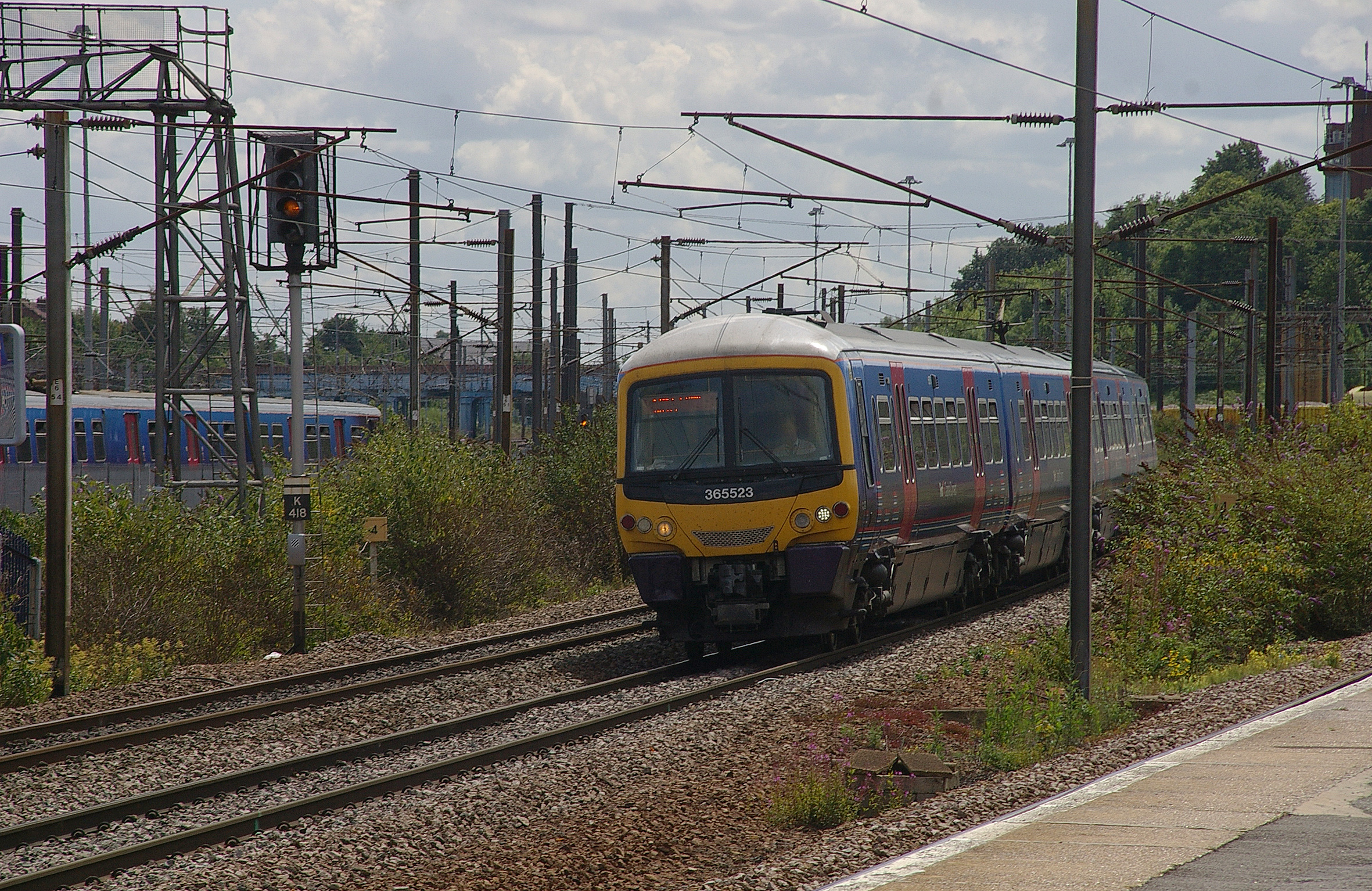
British Rail Class 365
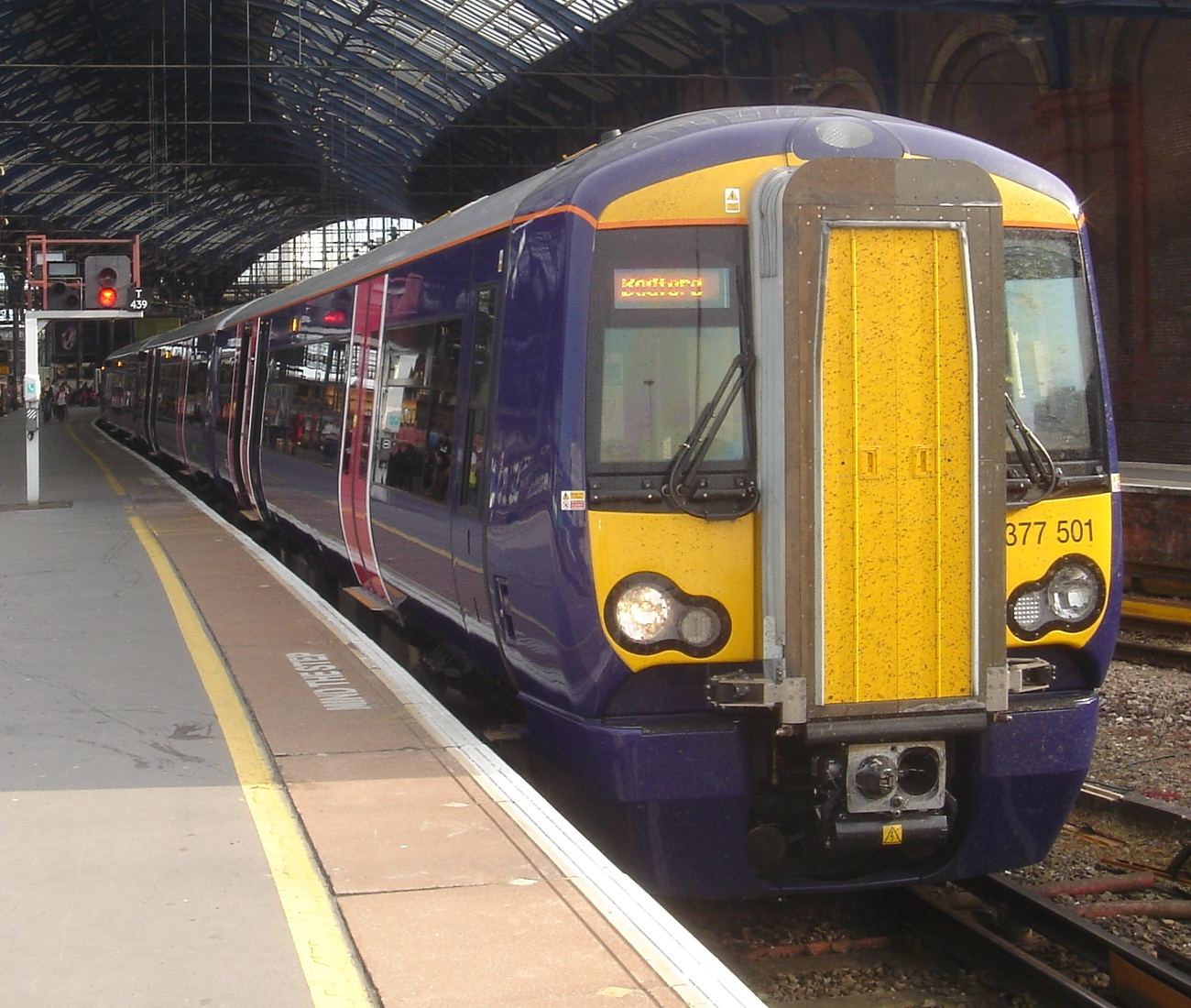
British Rail Class 377